# E32 (trasa europejska)
E32 – trasa europejska pośrednia, biegnąca na terenie Wielkiej Brytanii, z Colchester do Harwich. Długość trasy wynosi 30,6 km i jest jedną z najkrótszych tras europejskich.
Przebieg E32 nie jest w żaden sposób oznakowany.

## Stary system numeracji
Do 1985 obowiązywał poprzedni system numeracji, według którego oznaczenie E32 dotyczyło trasy: Abington — Edinburgh. Arteria E32 była wtedy zaliczana do kategorii „B”, która obejmowała odgałęzienia i łączniki między arteriami europejskimi.

### Drogi w ciągu dawnej E32
Lista dróg opracowana na podstawie materiału źródłowego
| Wielka Brytania | droga nr 702: M74 – Edinburgh |